# Wiese (Apfeldorf)
Wiese ist ein Ortsteil der Gemeinde Apfeldorf im oberbayerischen Landkreis Landsberg am Lech. 

## Geografie
Die Einöde Wiese liegt circa zwei Kilometer südlich von Apfeldorf in einer Moränenlandschaft des Voralpenlandes.
Durch die Einöde fließt ein Zufluss des Lüßgraben, der wiederum in den Rottbach mündet.

## Geschichte
Wiese entstand erst im 18. Jahrhundert als Aussiedlung.